# Andy Gavin
Andrew Scott "Andy" Gavin (11 de junho de 1970) é um programador de jogos de vídeo, designer, empresário e escritor estadunidense. Tornou-se conhecido sendo o cofundador de Naughty Dog com o amigo de infância Jason Rubin em 1986.

## Trabalhos

### Gameografia
| Jogo                                   | Lançamento | Plataforma                          | Papel                            |
| -------------------------------------- | ---------- | ----------------------------------- | -------------------------------- |
| Math Jam                               | 1985       | Apple II                            | Programador                      |
| Ski Crazed                             | 1986       | Apple II                            | Programador                      |
| Dream Zone                             | 1987       | Amiga, Apple II                     | Programador                      |
| Keef the Thief                         | 1989       | Amiga, Apple II, Mega Drive/Genesis | Programador                      |
| Rings of Power                         | 1991       | Mega Drive/Genesis                  | Programador e Designer           |
| Way of the Warrior                     | 1994       | 3DO                                 | Produtor, Programador e Designer |
| Crash Bandicoot                        | 1996       | PlayStation                         | Produtor, Programador e Designer |
| Crash Bandicoot 2: Cortex Strikes Back | 1997       | PlayStation                         | Produtor, Programador e Designer |
| Crash Bandicoot 3: Warped              | 1998       | PlayStation                         | Produtor, Programador e Designer |
| Crash Team Racing                      | 1999       | PlayStation                         | Diretor técnico                  |
| Jak and Daxter: The Precursor Legacy   | 2001       | PlayStation 2                       | Produtor, Programador e Designer |
| Jak II                                 | 2003       | PlayStation 2                       | Produtor, Programador e Designer |
| Jak 3                                  | 2004       | PlayStation 2                       | Produtor, Programador e Designer |
| Jak X: Combat Racing                   | 2005       | PlayStation 2                       | Agradecimento Especial           |
| Daxter                                 | 2006       | PlayStation (console)               | Agradecimento Especial           |
| Uncharted: Drake's Fortune             | 2007       | PlayStation 3                       | Agradecimento Especial           |